# Laddercompetitie
Een laddercompetitie is een competitie die georganiseerd kan worden voor sporten als tennis, tafeltennis en darts. Alhoewel de naam ladder suggereert dat er gebruikgemaakt wordt van een laddervorm waarbij deelnemers individueel onder elkaar staan, is er ook een piramidevorm mogelijk.
Doel is om zo hoog mogelijk te eindigen op de ladder/piramide.

## Begin
Eerst worden de spelers alfabetisch gerangschikt, op speelsterkte of willekeurig op een positie in de ladder gezet.

## Uitdagen
Een speler mag alleen andere spelers uitdagen die boven hem staan, maar maximaal één niveau hoger. Op niveau 1, het hoogste niveau, staat één speler. Daaronder, op niveau 2 staan twee spelers, op niveau 3 staan drie spelers en zo verder. Op de plaatjes hieronder heeft ieder niveau een andere kleur.
Ter verduidelijking is hieronder een voorbeeld te zien van een laddercompetitie. Alhoewel deze op drie verschillende manieren is weergegeven, is het een en dezelfde competitie.
|  |  |  |

Speler Rafael Nada mag iedereen boven hem in zijn eigen niveau uitdagen en tevens iedereen die een niveau hoger staat. Oftewel, Rafael mag de volgende spelers uitdagen: Roger, Isabelle, Estelle en Sofie.
Een uitdaging moet worden aangenomen door de tegenstander. Anders verliest de tegenstander reglementair en wisselen uitdager en uitgedaagde van plaats. Wanneer de uitdaging wordt aangenomen dan wordt er een wedstrijd gespeeld. Wint de uitdager dan wisselen de uitdager en uitgedaagde ook van plaats. Verliest de uitdager de wedstrijd dan verandert er niets en blijven de spelers op hun plaats staan.

## Punten
- Spelers die aanwezig zijn op de dag van de laddercompetitie krijgen al 1 punt.[bron?]
- De gewonnen sets worden verminderd met de verloren, dat is het totaal dat men krijgt. Zijn er meer verloren sets dan gewonnen sets, dan heeft men 0 punten (Enkel bij tafeltennis)
- Wint een speler van een andere speler die hoger gerangschikt staat, dan wordt er 1 punt afgetrokken van de speler die hoger gerangschikt stond.
- Alle behaalde punten samen met de al verkregen punten vormen de eindscore.